# 王文章 (1951年)
王文章（1951年—），男，山东寿光人，中华人民共和国政治人物。山东大学中文系毕业，中共中央党校经济管理专业在职研究生学历。第十一届全国政协委员。

## 生平
1969年12月参加工作。1971年8月加入中国共产党。曾任文化部艺术局研究室副主任、戏剧处处长、艺术管理处处长，中国文化报社副社长兼副总编辑、社长兼总编辑，文化部艺术司司长，中国艺术研究院常务副院长兼党委副书记、院长、党委书记兼中国非物质文化遗产保护中心主任。文化部副部长、党组成员、中国艺术研究院院长。
2008年，当选第十一届全国政协委员，代表文化艺术界，分入第二十八组。并担任文史和学习委员会专委。2008年11月任文化部副部长、党组成员。2012年10月被免职，转任中国艺术研究院名誉院长。